# سيلور مون كريستال
سيلور مون كريستال (باليابانية: 美少女戦士セーラームーンCrystal بيشوجو سنشي سيرآ مون كريستال) (بالإنجليزية: Pretty Guardian Sailor Moon Crystal بريتي غارديان سيلور مون كريستال) هو اسم مسلسل أنمي مقتبس عن سلسلة مانغا سيلور مون من تأليف ورسم ناوكو تاكيوتشي.

## الشخصيات

### الشخصيات الرئيسية
- أوساغي تسوكينو/سيلور مون
- لونا
- مامورو تشيبا/تكسيدو كامن
- أمي ميزونو/سيلور ميركوري
- ريه هينو/سيلور مارس
- ماكوتو كينو/سيلور جوبيتر
- ميناكو أينو/سيلور فينوس

### دارك كينجدوم
- الملكة بيريل
- جيدايت
- نيفرايت
- زويسايت
- كونزايت
- الملكة ميتاليا

## طاقم إنتاج الأنمي
- الإخراج: مونيهيسا ساكاي
- تأليف الحبكة: يوجي كوباياشي
- تصميم الشخصيات : يوكيه ساتو
- الإخراج الفني: تاكاشي كوراهاشي يومي هوساكا
- إخراج التصوير: تاكيو أوغيوارا
- الموسيقى: ياسُهارو تاكاناشي
- إنتاج الموسيقى: كينغ ريكورد
- إنتاج الرسوم المتحركة: تويه أنيميشن

## الشارات
- شارة البداية: MOON PRIDE
  - كلمات ألحان وتوزيع: Revo غناء: مومويرو كلوفر زد
- شارة النهاية: 月虹
  - كلمات: سوميري شيروبارا ألحان وتوزيع: أكيكو كوساكا غناء: مومويرو كلوفر زد

## وصلات خارجية
- سيلور مون كريستال على موقع IMDb (الإنجليزية)
- سيلور مون كريستال على موقع روتن توميتوز (الإنجليزية)
- سيلور مون كريستال على موقع كينوبويسك (الروسية)
- سيلور مون كريستال على موقع ألو سيني (الفرنسية)
- سيلور مون كريستال على موقع قاعدة بيانات الفيلم (الإنجليزية)
- سيلور مون كريستال على موقع ANN anime (الإنجليزية)